# Jayson Warner Smith
Jayson Warner Smith est un acteur américain, né le 10 mars 1985 à Atlanta, Géorgie, États-Unis.

## Biographie
Jayson Warner Smith est né le 10 mars 1985 à Atlanta, Géorgie, États-Unis.
Il a une sœur, Amanda Smith Vogel.
Il est diplômé de l'Université d'État de Géorgie.

## Filmographie

### Cinéma

#### Longs métrages
- 2001 : Losing Grace de Michael Valverde : L'ambulancier
- 2006 : Fatwa de John R. Carter : L'enseignant
- 2009 : La Famille Jones (The Joneses) de Derrick Borte : Le maître d'hôtel
- 2009 : The People v. Leo Frank de Ben Loeterman : William Smith
- 2010 : Lottery Ticket d'Erik White : Le maître d'hôtel
- 2011 : Footloose de Craig Brewer : Officier Herb
- 2013 : 42 de Brian Helgeland : L'agent de la station service
- 2013 : Légendes vivantes (Anchorman 2: The Legend Continues) d'Adam McKay : L'homme avec un couteau dans la tête
- 2014 : 99 Homes de Ramin Bahrani : Jeff
- 2014 : Heavy Water d'Andrew Donoho : Mickey
- 2015 : Under Pressure (Mississippi Grind) d'Anna Boden et Ryan Fleck : Clifford
- 2015 : I Saw the Light de Marc Abraham : Hank Snow
- 2016 : Christine d'Antonio Campos : Mitch
- 2016 : The Birth of a Nation de Nate Parker : Earl Fowler
- 2016 : The Book of Love de Bill Purple : L'oncle
- 2016 : Beacon Point d'Eric Blue : Le chasseur
- 2017 : Barry Seal: American Traffic (American Made) de Doug Liman : Bill Cooper
- 2017 : Thank You for Your Service de Jason Hall : Le réceptionniste
- 2018 : St. Agatha de Darren Lynn Bousman : Le père de Mary
- 2018 : Billionaire Boys Club de James Cox : L’investisseur
- 2019 : Reckoning de Lana Skye et Ruckus Skye : Wade Runion
- 2019 : Only de Takashi Doscher : Arthur
- 2020 : The Evening Hour de Braden King : Joe Tullers
- 2022 : Là où chantent les écrevisses (Where the Crawdads Sing) d'Olivia Newman : Député Perdue
- 2022 : Emancipation d'Antoine Fuqua : Capitaine John Lyons
- 2023 : You're Killing Me de Beth Hanna et Jerren Lauder : Joel Murphy
- 2024 : Half Baked: Totally High de Michael Tiddes : Détective Brown

#### Courts métrages
- 1991 : Last Breeze of Summer d'Arik Caspi : Le policier de l'école
- 2012 : Angels of Mercy de Matt Gaynes : Père Clarke
- 2014 : Trouble in the Neighborhood de Jack Hackett : Judd
- 2016 : Northfield de Cameron Schwartz : Owen Lund
- 2018 : All or Nothing de Jim McKinney : Kirk
- 2018 : The Formula de Cameron Schwartz : Un homme
- 2019 : Rest Stop. de Cameron Schwartz : Mitch Forsyth
- 2019 : Age Difference de Nickolas Dimondi : Richard
- 2019 : Saltwater Taffy de Michael Benedetti : Mr Huston
- 2020 : No Ringo de Bryce Burton : Le tueur
- 2020 : Happy Place de Grant McGowen : Chef Bian
- 2020 : Red Necks de Patrick Seda : Judd
- 2022 : Maternal de Vandon Gibbs : Rodney
- 2022 : Nom de Coits Internationale d'Alex Parkinson : Senior
- 2023 : Chipper de Shaun MacLean : Reese
- 2023 : Red West de Lana Skye et Ruckus Skye : Tobin

### Télévision

#### Séries télévisées
- 1997 : Savannah : Le livreur
- 2009 : Drop Dead Diva : Carl Amuroso
- 2009 : House of Payne : Harold Williams
- 2012 : Let's Stay Together : Johnny Geter
- 2012 : Final Witness : Mark Koponen
- 2013 : Sleepy Hollow : Carlton
- 2013 - 2014 : Rectify : Wendall Jelks
- 2014 : Being Mary Jane : Fred
- 2014 : Vampire Diaries : Dean
- 2016 : NCIS : Nouvelle-Orléans (NCIS: New Orleans) : Payton Kirk
- 2016 : One Mississippi : Dalton Green
- 2016 - 2018 : The Walking Dead : Gavin
- 2018 : Queen America : Mr Cole
- 2020 / 2024 : Outer Banks : Charlie
- 2022 : Candy : O'Connell
- 2024 : Fight Night: The Million Dollar Heist : Herbert T. Jenkins

#### Téléfilm
- 2009 : The Way of War de John R. Carter : Seven